# Rāmabhadrapuram
Rāmabhadrapuram är en ort i Indien.   Den ligger i distriktet Vizianagaram District och delstaten Andhra Pradesh, i den centrala delen av landet, 1 300 km sydost om huvudstaden New Delhi. Rāmabhadrapuram ligger 143 meter över havet och antalet invånare är 10 063.
Terrängen runt Rāmabhadrapuram är platt åt nordost, men åt sydväst är den kuperad. Runt Rāmabhadrapuram är det tätbefolkat, med 442 invånare per kvadratkilometer. Närmaste större samhälle är Sālūr, 8,0 km väster om Rāmabhadrapuram. Trakten runt Rāmabhadrapuram består till största delen av jordbruksmark.